# Alfred Saalwächter

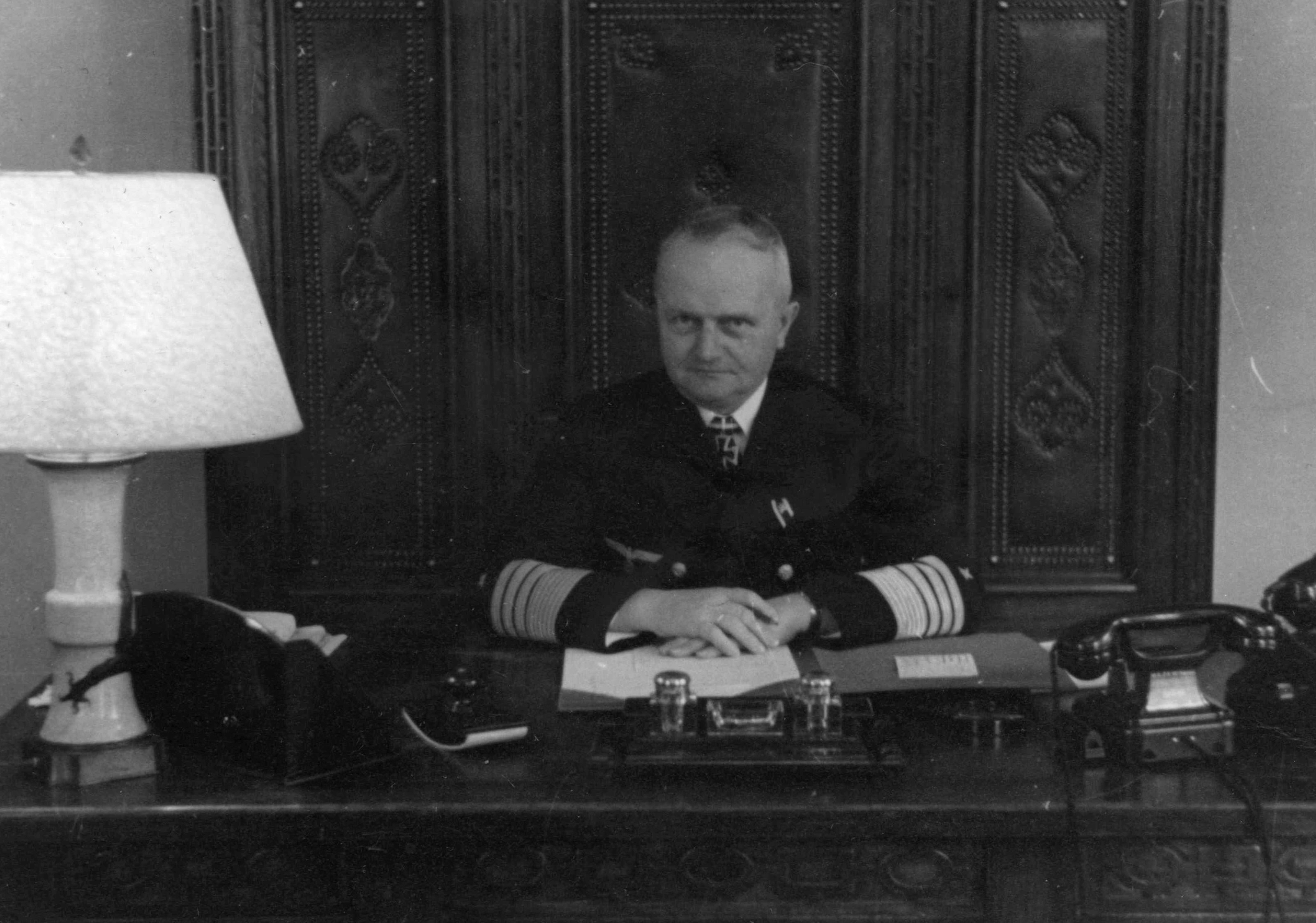
El almirante general Alfred Saalwächter en su escritorio.

Alfred Saalwächter (* 10 de enero de 1883 en Neusalz del Oder; † 6 de diciembre de 1945 en Berlín) fue un marino alemán que alcanzó el empleo de almirante general en la Segunda Guerra Mundial y que había sido comandante de U-Boot en la Primera Guerra Mundial.

## Vida

### Origen
Alfred Saalwächter era hijo del director de una fábrica.

### Carrera militar
Saalwächter ingresó el 10 de abril de 1901 como guardiamarina en la Marina Imperial alemana, donde comenzó su formación en el crucero-fragata SMS Moltke y el crucero escuela SMS Hertha.
Sus primeros años como oficial antes del estallido de la guerra en 1914 los pasó casi exclusivamente en destinos a bordo de barcos. De la 2.ª división de marinería pasó al navío de línea SMS Hessen y a la 2.ª división de astilleros. El 10 de marzo de 1906, con 23 años, ascendió a alférez de navío y hasta 1908 fue ayudante en la 1.ª sección de la 2.ª división de Torpederos. Después sirvió en el crucero protegido SMS Gneisenau. En 1910 pasó como ayuda de campo al navío de línea SMS Hannover y luego al SMS Westfalen como ayudante del vicealmirante Hugo von Pohl (1855–1916), que por entonces mandaba la 1.ª Escuadra. El 10 de abril de 1911 ascendió a teniente de navío y fue destinado al estado mayor de la Armada en Berlín, donde hasta marzo de 1915 fue perito en la sección de Operaciones.

#### Primera Guerra Mundial
El 31 de marzo de 1915 Saalwächter fue destinado como ayudante al Mando de las Fuerzas de Alta Mar en el navío de línea SMS Friedrich der Große. En febrero de 1916 fue trasladado al arma submarina. Tras terminar la escuela de submarinismo, entre septiembre de 1916 y marzo de 1918 fue comandante de los SM U 25, SM U 46 y SM U 94. Sus éxitos como comandante de U-Boot le supusieron ser condecorado con la Cruz de Hierro de 1.ª clase y la Cruz de Caballero de la Casa Real de Hohenzollern con espadas.
Terminó la guerra como oficial de estado mayor del comandante de los submarinos, comodoro Andreas Michelsen.

#### Entreguerras
Tras ser admitido en la Reichsmarine, Saalwächter ascendió en 1920 a capitán de corbeta. Tras varios destinos, entre otros en el departamento de personal del Mando Naval, fue primer oficial en el estado mayor del comandante de las Fuerzas Navales en el navío de línea Braunschweig.
El 1 de octubre de 1926 fue nombrado comandante del crucero ligero Amazone, pasando un año después como capitán de fragata al navío de línea Schlesien. Tras ascender el 15 de octubre de 1928 a capitán de navío, Saalwächter pasó dos años como jefe del estado mayor de la flota a las órdenes del vicealmirante Iwan Oldekop. Desde el 1 de octubre de 1932 pasó tres años como contraalmirante jefe de la sección de defensa naval en el Mando Naval.
El 2 de octubre de 1933 Saalwächter fue nombrado inspector de Enseñanza Naval. Durante los cinco años siguientes, influyó mucho en la formación de los jóvenes oficiales. El 1 de abril de 1935 ascendió a vicealmirante y el 1 de junio de 1937 a almirante. El 28 de octubre de 1938 fue nombrado almirante al mando de la Estación Naval del Mar del Norte en Wilhelmshaven, uno de los cargos más importantes en la Kriegsmarine.

#### Segunda Guerra Mundial y muerte
Al estallar la guerra, Saalwächter fue colocado al frente del Mando de Grupo Naval del Oeste, por lo que desde septiembre de 1939 dirigió las operaciones en el Mar del Norte, lo que fue ocasión de numerosas fricciones con los jefes de la Flota, los vicealmirantes Hermann Boehm, Wilhelm Marschall y Günther Lütjens.
El 1 de enero de 1940 ascendió a almirante general. Junto con el almirante Rolf Carls, correspondió a Saalwächter la dirección táctica de las operaciones navales en Noruega (Operación Weserübung); en reconocimiento por ello, se le concedió el 9 de mayo de 1940 la Cruz de Caballero de la Cruz de Hierro.
Desde el verano de 1940, Saalwächter dirigió las operaciones de las fuerzas navales de superficie alemanas en el Atlántico Norte y el Canal de la Mancha, hasta que en septiembre de 1942 pasó a disposición del comandante supremo de la Kriegsmarine y fue sustituido por Theodor Krancke.
Pocos meses después de su relevo, Saalwächter fue retirado definitivamente del servicio activo. En julio de 1945 fue detenido por las tropas de ocupación soviéticas y confinado en la antigua prisión juvenil de la Magdalenenstraße en Berlín-Lichtenberg. En agosto fue condenado por un tribunal militar soviético a largos años de trabajos forzados, si bien según otras versiones fue condenado a muerte y fusilado el 6 de diciembre de 1945, ya que las circunstancias siguen sin haberse aclarado. Tras el hundimiento de la Unión Soviética, en 1994 fue rehabilitado por la administración de Justicia rusa.

### Condecoraciones
- Cruz de Caballero de la Corona de Siam el 1 de noviembre de 1905[3]
- Orden de Santa Ana de 4.ª clase el 9 de mayo de 1910[3]
- Orden del Águila Roja de 4.ª clase el 7 de noviembre de 1912[3]
- Orden de la Corona de Hierro de 3.ª clase el 12 de mayo de 1914[3]
- Cruz de Hierro (1914) de 2.ª clase el 1 de agosto de 1916[3]
- Cruz de Hierro (1914) de 1.ª clase el 14 de febrero de 1918[3]
- Cruz de Caballero de la Orden de la Casa Real de Hohenzollern con espadas el 5 de marzo de 1918[3]
- Cruz Hanseática de Hamburgo el 5 de marzo de 1918[3]
- Medalla de la Guerra Submarina (1918) el 1 de enero de 1929[3]
- Broche para la Cruz de Hierro de 2.ª y 1.ª clase[3]
- Cruz de Caballero de la Cruz de Hierro el 9 de mayo de 1940[3]
- Cruz Alemana de oro el 14 de diciembre de 1942[3]